# Тварюка в склепі
«Тварюка в склепі» (англ. The Thing in the Crypt) — одне з оповідань американських письменників Л. Спрега де Кемпа і Ліна Картера, продовжувачів циклу про Конана кімерійця, започаткованого Робертом Говардом. Події оповідання відбуваються в вигаданій Хайборійській ері.
Вперше опубліковано у 1967 році. Оповідання створене на основі проекту оповідання Ліна Картера, яке відноситься до його циклу про Тонгора.

## Історія публікацій
- «Conan» (Lancer Books, 1967, Ace Books)
- «The Conan Chronicles» (Sphere Books, 1989)

## Сюжет
У пролозі оповідання наводиться уривок з нумідійської хроніки. Між часами коли океан поглинув Атлантиду і часами підйому синів Арія, була велична епоха, коли як зорі сяяли королівства Німедія, Офір, Бритунія, Хайперборія, Замора, Зінгара, Куш який межував з безкрайніми пасовиськами Шема, Стігія з зачарованими гробницями та Гірканія. Но найвеличнішою державою серед них, було королівство Аквілонія. Туди й прийшов Конан з Кімерії, з наміром порушити усі престоли світу. У жилах його, текла кров атлантів, які були вигнані з батьківщини за 8000 років до його народження. Він народився у племені яке розташовувалося на північному сході Кімерії. Його дід прийшов в ці землі після довгих мандрів. Сам же Конан був народжений на полі битви, коли його соплемінники билися з загоном венарійців. В п'ятнадцять років він вже був видатний бійцем. В той час його народ, об'єднується, позабувши всі свої свари, щоб надати відсіч гундерменам з Аквілонії, які мали намір захопити Кімерію. Кімерійці отримали перемогу над супротивникам, серед кімерійських лав був і Конан. Після перемоги над гундерменами, Конан на деякий час повертається до племені, але це йому швидко неостогидле і він приєднується до ватаги ассирійців, щоб скоювати напади на венарійців і хайперборійців. Під час одного з цих нападів молодий варвар потрапляє до полону.
Не довго бувши у полоні, кімерієць втікає вбивши наглядача, а також солдата. Так як від рідної Кімерії, його відтіняла ціла ворожа країна, то він вирішує направитися до Замори. Молодий варвар чув про столицю королівства Шадізар — місто люті, про місто злодіїв Аренжун, та про місто Йезуд — місто бога-павука.
Під час його подорожі на нього виходять вовки. Так як кімерієць був доволі ослаблений, вовча зграя була для нього вельми великою проблемою. Утікаючи від них Конан стрибнув у великий провал між двома валунами. Вовки вирішили не переслідувати його, а кімерієць вирішує обстежити печеру в якій опинився. У кінці печери Конан знаходить старовинні двері вкриті невідомими йому написами. Він проходить далі за двері і опиняється у печері яка значно більше за попередню. У печері були речі які колись були зроблені людиною. Серед іншого у печері була колісниця яка майже трималася, так як їй було багато років. З деревини кімерієць робить багаття і вже нарешті має можливість розгледити де він опинився, а ще й зігрітися після довгих блукань. Біля протилежної стіни печери на великому кам'яному престолі сидів величезний мрець, на колінах якого лежав меч. На шиї мерця було намисто з необроблених золотих самородків, одежа давно зітліла, а бронзові застібки лежали на полу, на пальцях були кільця з самоцвітами, на голові ж був бронзовий шолом, який вже позеленів від часу.
Хто була ця людина невідомо. Багато племен жило тут після того, як Атлантиду поглинув океан 8000 років тому. Згідно шолому він міг бути венарійцем, ассирійцем, чи князем якогось невідомого хайборійського племені. Конан зацікавлюється мечем мерця, це був величезний палаш, завдовжки більше ніж ярд. Виготовлений він був з воронуванного заліза, а не з міді чи бронзи, звичних матеріалів того часу. Це була одна з перших речей яка вироблена людиною з заліза, чи як його ще називали, чорної бронзи, про яку складали легенди. Конан починає бажати цей меч і вирішує забрати його собі. Забравши меча, Конан зважив його у руках. В його важкості відчувалася важкість століть, можливо їм бився хтось з королів Атлантиди, чи Валюзії. В цей час, мрець підіймається зі свого кам'яного престолу.
Відбувається двобій між кімерійцем та мертвим воїном. Під час виснажливого бою Конан штовхає мерця до кострища, де той займається та згоряє. Хоч він мерця залишився лише попіл, але у печері відчувалася чиясь присутність. Кам'яний трон не бажав бути порожнім і Конан вирішує не залишатися більше у печері. Вовки вже зникли, небо стало ясним, кімерієць продовжив свій шлях на південь.